# Индига (порт)
Порт И́ндига — проектируемый морской порт на берегу Баренцева моря в Ненецком автономном округе вблизи реки Индига, на трассе Северного морского пути.
Цель создания порта — уменьшение сухопутного транспортного плеча для экспорта навалочных грузов, в первую очередь угля.
Устье реки Индига практически не замерзает, имеет достаточную глубину и располагается в непосредственной близости от трассы Северного морского пути. Благодаря воздействию тёплого течения Гольфстрим и систематическому разрушению льда в Индигской губе приливно-волновой энергией, движение судов без ледокольного сопровождения от Индиги в западном направлении возможно 7—8 месяцев в году, в восточном направлении 4—5 месяцев в году. Вывоз грузов с Урала, Сибири, Казахстана, Дальнего Востока через морской порт в Индиге на 350—400 км короче, чем по Белкомуру.
Предполагалось что в 2021 году начнётся строительство, а к 2025 году порт начнёт работу. Стоимость порта может превысить 100 млрд руб без учёта железных дорог, всего проекта — 300 млрд руб. Мощность порта после запуска планируется в 80 млн тонн (по другим источникам — 40 млн тонн к 2035 году).
Планируется связать порт с железнодорожной сетью России, для чего ожидается строительство железнодорожной ветки Индига — Сосногорск (Баренцкомур) длиной около 600 км.
Выбранное местоположение — южная сторона мыса Большой Румяничный 67°32′59″ с. ш. 47°51′08″ в. д..

## История
После Крымской войны власти Российской империи рассматривали вариант транзита товаров через Индигу и строительство в этом месте порта.
Также вопрос строительства порта был предложен учёными в 1922 году В. И. Ленину.
В 1928 году порт намеревались строить для вывозки печорского леса.
В 1999 году российский учёный Никита Моисеев предложил вернуться к этому вопросу. В октябре 2002 года глава администрации НАО Владимир Бутов сообщил о намерении добиваться правительственного решения о строительстве в Индиге незамерзающего порта. 

В 2018 году корпорация «АЕОН» заявила о начале реализации проекта по созданию нового морского порта.
Характеристики бухты Индига, где запланировано строительство, идеально подходят для организации крупного транспортного узла. Глубина моря у берегов достигает 18 метров, и это дает возможность принимать суда дедвейтом 100 тыс. тонн и более. Навигация – круглогодичная, что позволяет идти судам ледового класса без сопровождения ледоколов.
Само расположение бухты таково, что построенный в ней порт будет, с одной стороны, открыт для выхода судов в Атлантику и мировой океан по Северному морскому пути, с другой – есть все возможности для строительства примыкающей железнодорожной магистрали и транспортировки по ней грузов в порт и из порта. Реализация такого проекта существенно сокращает (на 350-400 км) и упрощает доставку грузов через Севморпуть до конечного покупателя, соответственно, и удешевляет ее. Эффективность использования судов ледового класса возрастает на 30%. 2019 году о проектировании порта заявил Роман Троценко, представитель компании AEON.
Строительство порта Индига включено в Стратегию развития Арктической зоны РФ на период до 2035 года.
AEON планирует начать строительство порта в 2023 г. и ввести в эксплуатацию 2028 г. Создание железной дороги не входит в планы финансирования РЖД, финансирование строительства AEON рассматривает совместно с Руститан, которая собирается строить вблизи железную дорогу к Пижемскому месторождению. В течение следующих шести лет, к 2028 году на территории Ненецкого АО вблизи поселка Индига построят незамерзающий глубоководный морской порт с угольным терминалом с грузооборотом на 58,4 млн т и железную дорогу Сосногорск-Индига протяженностью 560 км. Эти инфраструктурные проекты нужны для обслуживания Пижемского месторождения титана и кварца, крупнейшего в мире. Стоимость его ресурсов оценивается примерно в 19 трлн руб. Строительство реализуют на основе государственно-частного партнерства. Освоение месторождение и создание инфраструктуры запланировано стратегией социально-экономического развития Республики Коми и НАО, а также стратегией развития Арктической зоны России. Заявленная стоимость строительства порта – 353,1 млрд рублей, стоимость строительства железной дороги – 340 млрд руб. 
Проект строительства глубоководного порта Индига вблизи одноименного поселка на берегу Баренцева моря, которое называют «воротами Арктики», разрабатывается много лет. Соглашение о сотрудничестве по реализации интегрированного инвестпроекта «Создание горнопромышленного кластера со строительством глубоководного морского порта Индига и железнодорожной магистрали Сосногорск -Индига в Арктической зоне РФ» подписали в Москве в офисе РСПП главы Коми Владимира Уйба, губернатор Ненецкого автономного округа (НАО) Юрий Бездудный, председатель совета директоров ИК АЕОН Роман Троценко,  президент АО «Русские титановые ресурсы» («Руститан»)  Анатолий Ткачук и гендиректор АО «ИнфраВЭБ» Денис Ноздрачев.
«Если учитывать, что общая стоимость работ составит около 700 млрд руб., 6% от общей стоимости проекта, которые будут израсходованы на природоохранные мероприятия, составят примерно 40 млрд руб.», — заявил «Ведомости. Экологии» председатель совета директоров ИК АЕОН Роман Троценко.
Россия начала строительство крупнейшего порта Индига в Арктике
ВЭБ.РФ взял в проработку проект строительства порта Индига...
- C-3
- мыс Большой Румяничный
- NQ 37-4
- Карта течений, тёплые незамерзающие красным (гольфстрим), течение через Печорское море к Карским воротам
- Максимум льда 25 февраля 2015
- 10 марта 2008
- 23 апреля 2000
- 23 апреля 2001
- 3 мая 2001
- 23 апреля 2000/3 мая 2001
- Северный морской путь
- Ближайшие порты см. в список морских портов России#Карта